# Philipp Schaffer
Philip(p) Schaffer, auch Schaeffer (* in Hessen; † 1828(?) in Sydney, Australien) war ein deutscher Winzer, der als einer der ersten freien Siedler in Australien den dortigen Weinanbau begründete.

## Leben
Schaffer diente zunächst als Soldat einer deutschen Schützen-Kompanie im Amerikanischen Unabhängigkeitskrieg unter den Briten. Danach wurde er, inzwischen war seine erste Frau gestorben, mit acht anderen Landwirten von den Briten rekrutiert, um auf Wunsch von Gouverneur Arthur Phillip Sträflinge in New South Wales zu bewachen. Er segelte im September 1789 zusammen mit seiner zehnjährigen Tochter Elisabeth auf der britischen H.M.S. „Guardian“ nach Australien. Nach einem Schiffbruch am Kap der Guten Hoffnung wurden sie mit vier anderen Aufsehern von der „Lady Juliana“ gerettet und erreichten Sydney im Juni 1790.
Da Schaffer kein Englisch sprach, wurde er als ungeeignet eingestuft, Gefangene zu beaufsichtigen. Er erhielt stattdessen ein 140 Acres (etwa 57 Hektar) großes Stück Land in Parramatta, das er mit seiner Tochter und vier zugeteilten männlichen Sträflingen ab 30. März 1791 bewirtschaftete und „Vineyard“ nannte. Zusammen mit William Reid und Robert Webb, Seeleute von der „Sirius“, war er einer der drei ersten freien Siedler in Australien.
Schaffer pflanzte auf seiner Farm auf einem nur etwa einen Acre (0,4 ha) großen Areal die ersten Rebstöcke auf australischem Boden. So war er der erste Winzer Australiens. Nur im Garten des Gouverneurs gab es noch ein paar Rebstöcke. Vier Jahre später (1795) konnte Schaffer den ersten australischen Wein präsentieren.
Schaffers Hof wurde allerdings von Fehlschlägen verfolgt. Trotz weiterer Land- und Viehzuteilungen, zuletzt noch im November 1825, verkauften Schaffer und seine zweite Frau Margaret McKinnon, die er am 14. Oktober 1811 geheiratet hatte, bald ihren Besitz und wurden wegen Armut, hohen Alters und Alkoholismus in das „Benevolent Asylum“ in Sydney eingewiesen, wo Schaffer um das Jahr 1828 auch starb.
Im Hunter Valley, nur wenig entfernt von Sydney, liegt auch heute noch ein Großteil der australischen Weinanbaufläche.